# Suzanne M. Bianchi
Suzanne M. Bianchi (Fort Dodge, Iowa, 15 de abril de 1952 - Santa Mónica, California, 4 de noviembre de 2013), socióloga estadounidense.
Bianchi estudió en la Universidad Creighton y en la Universidad de Notre Dame, obteniendo su doctorado en la Universidad de Míchigan.
En su larga carrera se dedicó a temas de equidad de género y al estudio de la evolución de las familias en los Estados Unidos. Logró un cambio de percepción de las problemáticas actuales.